# Rirette Maîtrejean

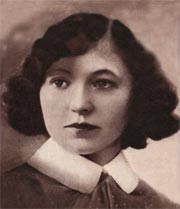
Rirette Maîtrejean um 1905

Rirette Maîtrejean (* 14. August 1887 als Anna Henriette Estorges in Saint-Mexant; † 11. Juni 1968 in Limeil-Brévannes) war eine französische Anarchistin und Feministin, die zur individual-anarchistischen Szene, dem Milieu libre, in Paris gehörte. Sie wurde durch ihre Kritik am Illegalismus und ihre Freundschaft mit Albert Camus bekannt.

## Jugend und erste Kontakte in der anarchistischen Szene
Rirette Maîtrejean wurde 1887 als Anna Henriette Estorges in Saint-Mexant im Südwesten von Frankreich geboren und lebte dort auf einem Bauernhof, bis die Familie wenige Jahre später nach Tulle zog. 1903 starb der Vater, was die Familie in tiefe Armut stürzte. Rirette, die damals 16 Jahre alt war, wollte Lehrerin werden; der frühe und unerwartete Tod des Vaters machte dies jedoch unmöglich.
Ihre Mutter wollte sie wegen der finanziell prekären Situation verheiraten, Rirette weigerte sich aber beharrlich. Sie überwarf sich daher mit ihrer Mutter und riss 1904 alleine und mittellos nach Paris aus. Dort fand sie Arbeit als Näherin und besuchte die sog. „Volksuniversitäten“ (Universités populaires) und die „Volkstümlichen Diskussionsveranstaltungen“ (Causeries populaires) – Einrichtungen zur autodidaktischen Bildung der Arbeiterklasse. Von da aus knüpfte sie ihre ersten Kontakte zur individual-anarchistischen Szene, dem „Milieu libre“ rund um die Zeitschrift L’anarchie, welche 1905 von den Individualanarchisten Albert Libertad (1875–1908) und Anna Mahé (1881–1960) gegründet worden war.
1905 begann sie eine Beziehung mit Louis Maîtrejean (geb. 1882), einem Facharbeiter, Anarchisten und Sekretär der Gewerkschaft der Gerber, den sie, als sie schwanger wurde, im September 1906 heiratete. Kurz hintereinander bekam sie zwei Kinder, Henriette (Vater unbekannt) und Sarah mit Louis als leiblichem Vater. Sie war jedoch, wie es damals in diesen Kreisen üblich war, eine Fürsprecherin der freien Liebe.
Ihre Ideen zur freien Liebe formulierte Rirette Maîtrejean u. a. in einem Artikel mit dem Titel La Cohabitation, der im August 1909 in der Zeitschrift L’anarchie in Paris erschien und dessen „Erfahrungshintergrund“ wohl auch die „elementare Zwangssituation“ der beinahe zustande gekommenen Zwangsverheiratung war. Im Konzept der Ehe sah sie „nur eine Variante der Prostitution.“ Die Heirat mache „aus dem Mann einen Meister und aus der Frau ein Spielzeug, welche damit so vollkommen auf ihre Individualität verzichtet, dass sie nicht einmal mehr ihren Namen behält.“ Maîtrejean setzte sich aufgrund ihres Eintretens für die freie Liebe auch für das Recht der Frau auf Schwangerschaftsabbruch und Empfängnisverhütung ein. Für sie war das unumgänglich, wenn man „über die Freiheit zu lieben“ spreche. All jene Frauen, die aber „über ihren eigenen Körper verfügen möchten, bezahlen diese verbotene Freiheit mitunter sehr teuer.“

## L’anarchie, der „Illegalismus“ und die „Affäre Bonnot“

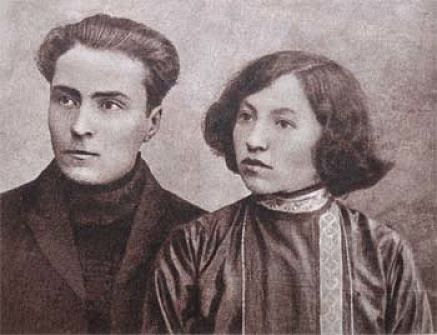
Victor Serge und Rirette Maîtrejean

Rirette Maîtrejean gehörte 1909 und dann wieder 1911/12 zum Redaktionskollektiv von L’anarchie, einer der bedeutendsten Zeitschriften des individualistischen Anarchismus dieser Zeit in Frankreich mit Sitz in einem Haus in Romainville, einem Vorort von Paris. In diesen Zusammenhängen traf sie auch ihren späteren Lebensgefährten, den Revolutionär Victor Serge, mit dem sie sich jedoch Anfang der 1930er Jahre wegen dessen Hinwendung zum Bolschewismus überwarf. Serge war 1919 in die Sowjetunion emigriert und wurde Mitglied der KPdSU.
Obwohl Maîtrejean Gewalttaten im Namen des Anarchismus, den sog. „Illegalismus“, die Propaganda der Tat und Raubüberfälle von (selbsternannten) Anarchistinnen und Anarchisten – z. B. der Bonnot-Bande – früh verurteilte, hatten L’anarchie und das „Milieu libre“ persönliche Verbindungen mit diesen Kreisen. Dies führte zu Hausdurchsuchungen in den Redaktionsräumen von L’anarchie und in den Privatwohnungen diverser Anarchistinnen und Anarchisten, darunter auch Maîtrejeans und Serges Wohnung. In der Folge wurde sie 1912 verhaftet und gehörte im Prozess gegen die Bonnot-Bande zu den Angeklagten. Obwohl sie mit den Raubüberfällen dieser Gruppe nichts zu tun hatte und diese nicht guthieß, weigerte sie sich bis zuletzt, vor Gericht gegen andere Anarchistinnen und Anarchisten auszusagen. 22 Angeklagte standen insgesamt vor Gericht, beim Urteilsspruch am 28. Februar 1913 gab es vier Todesurteile und lebenslange Freiheitsstrafen, nur wenige – unter ihnen Rirette Maîtrejean – wurden freigesprochen.

## Die Abrechnung mit dem Illegalismus:Souvenirs d’anarchie
Zwischen dem 18. August und 31. August 1913 veröffentlichte Rirette Maîtrejean in der Tageszeitung Le Matin eine Artikelfolge, in der sie mit jenem Teil der individual-anarchistischen Strömung abrechnete, der sich dem Illegalismus, bewaffneten Raubüberfällen und der Propaganda der Tat verschrieben hatte. Diese unter dem Titel Souvenirs d’anarchie (Erinnerungen an die Anarchie, wobei sich „d’anarchie“ auf die Zeitschrift L’anarchie bezieht) veröffentlichten Artikel waren zugleich eine anarchistische Kritik der Gewalt und anderer problematischer Tendenzen in der individual-anarchistischen Szene dieser Zeit, wie beispielsweise ein abstruser pseudo-wissenschaftlicher Glaube an Naturheilmethoden oder eine anti-feministische und frauenfeindliche Haltung vieler männlicher Mitstreiter. Für einen Teil der Anarchistenszene galt sie fortan als „Verräterin“ und wurde mit Denunziationen überhäuft, da sie den Mythos des „edlen anarchistischen Räubers“ infrage gestellt hatte.

## Einfluss auf Albert Camus
Ab 1923 arbeitete Maîtrejean als Korrektorin u. a. bei der französischen Tageszeitung Paris-Soir. Im Zuge dieser Tätigkeit kam sie auch verstärkt mit Anarchosyndikalisten in Kontakt und organisierte sich in der anarchosyndikalistisch orientierten Gewerkschaft „Syndicat des correcteurs“ (Gewerkschaft der Korrektoren). Bei ihrer Arbeit lernte Maîtrejean im Jahre 1940 Albert Camus kennen, der als Journalist und Redaktionssekretär für Paris Soir arbeitete, und es entwickelte sich eine lebenslange Freundschaft zwischen den beiden. Iris Radisch schreibt in ihrer Camus-Biografie: „Politisch am nächsten stand Camus letztlich den französischen Libertären, zu denen er über seine Freundin Rirette Maîtrejean seit seiner Zeit beim Paris Soir gute Kontakte unterhält.“ Sie soll ihn, so ihr Biograf Lou Marin, mit der Geschichte des Anarchismus in Frankreich vertraut gemacht haben. Marin fasste Maîtrejeans entscheidenden Einfluss auf Camus’ politisches Denken dahingehend zusammen, dass sie ihn in die libertäre Denktradition eingeführt habe. Michel Onfray hingegen bezweifelte, dass erst Maîtrejean Camus mit dem Anarchismus in Kontakt gebracht habe. Schon in jungen Jahren habe er sich mit der libertären Philosophie beschäftigt. Nach Marin habe Maîtrejean mit ihrer Kritik des Illegalismus Camus’ spätere Kritik des Nihilismus beeinflusst. Für ihn ist dieser Einfluss in vielerlei Hinsicht „offensichtlich“. Entsprechende Stellen in Camus’ Werk Der Mensch in der Revolte würden den Überlegungen Maîtrejeans zum Thema „bis hinein in Details“ entsprechen.
Rirette Maîtrejean meinte über Camus, dass dieser „nicht nur ein reizender Mensch“, sondern auch ein „verlässlicher Freund“ gewesen sei, der dem Anarchismus „inhaltlich wirklich außerordentlich nahe“ gestanden habe. In den 1950er Jahren traf sie ihn bei Zusammenkünften im Kreis um die libertäre Zeitschrift Témoins in Paris, die z. T. in Camus’ Wohnung stattfanden. Nach seinem Tod 1960 arbeitete sie an einem Sammelband zu seinen Ehren mit.
Bis sie im Alter erblindete, war Maîtrejean als Korrektorin tätig. Sie starb 1968 in einem Krankenhaus in Limeil-Brévannes und ist in einem Kolumbarium auf dem Friedhof Père-Lachaise bestattet.

## Veröffentlichungen
- Souvenirs d’anarchie. Editions La Digitale, Quimperle 2005, ISBN 2-903383-53-7 (Orig. 1913) (französisch)
- Lou Marin (Hrsg.): Albert Camus – Libertäre Schriften (1948–1960), Laika-Verlag, Hamburg 2013, ISBN 978-3-942281-56-0. In dem Buch sind zwei Kapitel aufgenommen, an denen Rirette Maîtrejean mitgearbeitet hat, s. Inhaltsverzeichnis.[19] (französisch: Camus et les libertaires (1948–1960). 2008)